# American Gangster
American Gangster és una pel·lícula estatunidenca de 2007 dirigida per Ridley Scott. És una pel·lícula de gàngsters a l'estil clàssic i, malgrat els seus 158 minuts de metratge, aconsegueix mantenir l'atenció de l'espectador. Nominada a quatre premis als Globus d'Or i dos als Oscar, no en va guanyar cap. La pel·lícula es va doblar al català i 16 d'abril de 2010 es va emetre per primera vegada per TV3.
La pel·lícula recrea la vida del llegendari traficant d'heroïna Frank Lucas, el gàngster que als anys 70 en va ser l'amo distribuint heroïna des de les voreres del carrer 116. El film també té una lectura del capitalisme estatunidenc. La de Lucas és la història d'un home fet a si mateix, paradigma del somni americà i empresari d'èxit. Va començar del no-res com a xofer de Bumpy Johnson, un dels caps mafiosos de Nova York i, quan mor, Lucas aprofita el buit de poder per construir el seu propi imperi i controlar el tràfic de drogues a Harlem. El seu model de negoci és innovador; el producte, l'heroïna, ja és més qüestionable. Lucas volia eliminar els intermediaris que encarien i adulteraven el producte, de manera que se'n va anar a buscar-lo directament al proveïdor i el va trobar al Sud-est Asiàtic.
Crowe i Washington només coincideixen en pantalla els últims 20 minuts de metratge. Fins llavors, seqüències encreuades posen en relleu les paradoxes dels dos personatges: un gàngster que resol a trets comptes pendents, però el diumenge acompanya a missa la seva mare, i un policia honest però amb una vida personal desordenada. Criminal i policia acabaran col·laborant i fins i tot fent-se amics. Lucas va rebaixar a 15 la seva sentència inicial de 70 anys de presó en cantar els noms de desenes de policies corruptes de Nova York. En total, van caure tres quartes parts dels agents antidroga de la ciutat.

## Repartiment
- Denzel Washington com a Frank Lucas
- Russell Crowe com al detectiu Richie Roberts
- Chiwetel Ejiofor com a Huey Lucas
- Cuba Gooding Jr. com a Nicky Barnes
- Josh Brolin com al detectiu Reno Trupo
- Carla Gugino com a Laurie Roberts
- Lymari Nadal com a Eva Kendo Lucas
- Ted Levine com al capità Lou Toback
- Roger Guenveur Smith com a Nate
- John Hawkes com al detectiu Freddie Spearman
- RZA com al detectiu Moses Jones
- Yul Vazquez com al detectiu Alfonso Abruzzo
- Clarence Williams III com a Ellsworth "Bumpy" Johnson
- T.I. com a Steve Lucas
- Common com a Turner Lucas
- Idris Elba com a Tango
- John Ortiz com al detectiu Javier Rivera
- Ruben Santiago-Hudson com a Doc
- Norman Reedus com al detectiu Norman Reilly
- Ric Young com a Khun Sa
- Jon Polito com a Rossi
- Armand Assante com a Dominic Cattano
- Malcolm Goodwin com a Jimmy Zee
- Ruby Dee com a Mama Lucas
- Ritchie Coster com a Joey Sadano